# Roi (vudù)
Roi (francese per re), in Benin, è il titolo onorifico attribuito dallo stato ad alcuni oungan particolarmente prestigiosi, discendenti degli antichi re tribali del Dahomey.
I roi di solito godono di un certo prestigio religioso fra la popolazione e possiedono una certa ricchezza, ma non hanno nessun potere amministrativo ufficiale. Ricevono e ridistribuiscono a loro discrezione dei fondi destinati ad aiutare i poveri dei villaggi su cui hanno "giurisdizione".
Uno dei roi più importanti è il "Re del Togo"; ma il più famoso è Houngwe Towakon Guedehoungu II, co-presidente dell'associazione "Religioni per la pace", che è stato erroneamente considerato una sorta di "Papa" del vudù.